# نیسین گوگیو
نیسین گوگیو (انگلیسی: Nissin Kogyo) شرکت قطعات خودروی ژاپنی است، که در سال ۱۹۵۳ تأسیس شد.